# Hippodamia quindecimmaculata
Hippodamia quindecimmaculata är en skalbaggsart som beskrevs av Étienne Mulsant 1850. Hippodamia quindecimmaculata ingår i släktet Hippodamia och familjen nyckelpigor. Inga underarter finns listade i Catalogue of Life.